# Послання апостола Павла

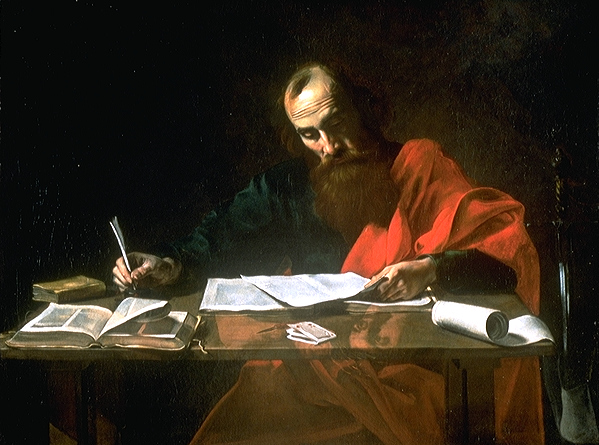
Апостол Павло за написанням послань (Валантен де Булонь ?)

Послання апостола Павла — тринадцять книг Нового Заповіту, в яких першим словом є «Павло» (грец. Παῦλος), що вказує на авторство апостола Павла. Ці листи є однією з найважливіших частин Нового Заповіту, а окремі книги є серед найбільш ранніх християнських документів, які збереглися до нашого часу. Вони дають розуміння переконань і дискусій, що існували в ранньому християнстві, а як частина канону Нового Заповіту є фундаментальними текстами як для християнського богослов'я, так і для християнської етики.
Послання до Євреїв, хоч і не містить його імені, протягом більше ніж тисяча років традиційно вважалося написаним апостолом Павлом. Однак, починаючи з XVI століття, точка зору невпинно зміщувалася до заперечення авторства Павла і зараз лише невелика кількість учених приписують Павлу авторство Послання до Євреїв. Це відбулося в основному через його стилістичну та змістовну несхожість з іншими посланнями Павла. З того часу більшість учених погоджувалися, що Павло дійсно написав сім з послань, але вважали чотири з послань під ім'ям Павла псевдоепіграфічними. Щодо авторства двох інших послань думки вчених були розділені.
Однак все більше сучасних учених, які мають різні богословські позиції, базуючись на стильометричному аналізі послань, наводять докази на користь належності Павлу всіх чотирнадцяти послань, за виключенням Послання до Євреїв.
Послання Павла в сучасних редакціях зазвичай розміщують між Діями апостолів і соборними посланнями. Проте у більшості манускриптів грецькою мовою спочатку розташовані соборні послання. В деяких мінускульних рукописах (175, 325, 336 і 1424) послання Павла розміщенні в кінці Нового Заповіту.

## Порядок
Послання Павла в тому порядку, в якому вони розміщені в Новому Заповіті:
| Назва                     | Адресат        | Назва (грецькою)      | Назва (латиною)                 | Скорочення | Латиною | Лат. мін |
| ------------------------- | -------------- | --------------------- | ------------------------------- | ---------- | ------- | -------- |
| Послання до Римлян        | Народ Риму     | Πρὸς Ῥωμαίους         | Epistola ad Romanos             | Рим.       | Rom     | Ro       |
| 1-ше послання до Коринтян | Народ Коринфу  | Πρὸς Κορινθίους Αʹ    | Epistola I ad Corinthios        | 1 Кор.     | 1 Cor   | 1C       |
| 2-ге послання до Коринтян | Народ Коринфу  | Πρὸς Κορινθίους Βʹ    | Epistola II ad Corinthios       | 2 Кор.     | 2 Cor   | 2C       |
| Послання до Галатів       | Народ Галатії  | Πρὸς Γαλάτας          | Epistola ad Galatas             | Гал.       | Gal     | G        |
| Послання до Ефесян        | Народ Ефеса    | Πρὸς Ἐφεσίους         | Epistola ad Ephesios            | Еф.        | Eph     | E        |
| Послання до Филип'ян      | Народ Філіппів | Πρὸς Φιλιππησίους     | Epistola ad Philippenses        | Фил.       | Phil    | Phi      |
| Послання до Колоссян      | Народ Колосів  | Προς Κολοσσαεῖς       | Epistola ad Colossenses         | Кол.       | Col     | C        |
| 1-ше послання до Солунян  | Народ Салонік  | Πρὸς Θεσσαλονικεῖς Αʹ | Epistola I ad Thessalonicenses  | 1 Сол.     | 1 Thess | 1Th      |
| 2-ге послання до Солунян  | Народ Салонік  | Πρὸς Θεσσαλονικεῖς Βʹ | Epistola II ad Thessalonicenses | 2 Сол.     | 2 Thess | 2Th      |
| Послання до Євреїв        | Юдеї-христиани | Πρὸς Έβραίους         | Epistola ad Hebraeus            | Євр.       | Heb     | H        |
| 1-ше послання Тимофію     | Святий Тимофій | Πρὸς Τιμόθεον Αʹ      | Epistola I ad Timotheum         | 1 Тим.     | 1 Tim   | 1T       |
| 2-ге послання Тимофію     | Святий Тимофій | Πρὸς Τιμόθεον Βʹ      | Epistola II ad Timotheum        | 2 Тим.     | 2 Tim   | 2T       |
| Послання до Тита          | Святий Тит     | Πρὸς Τίτον            | Epistola ad Titum               | Тит.       | Tit     | T        |
| Послання до Филимона      | Филимон        | Πρὸς Φιλήμονα         | Epistola ad Philemonem          | Филим.     | Philem  | P        |

Цей порядок є вкрай послідовним у традиції рукописів, з дуже невеликою кількістю відхилень. Очевидним принципом організації книг є їхнє розміщення у порядку зменшення обсягу грецького тексту, однак залишаючи в окремій завершальній частині чотири пасторські послання, адресовані окремим особам. Єдиною невідповідністю є Послання до галатів, яке йде попереду трохи більшого за нього Послання до ефесян.
У сучасних редакціях формально анонімне Послання до Євреїв розташовується наприкінці Павлових листів і до соборних послань. Ця практика стала популярною у IV столітті завдяки Вульґаті Ієроніма Стридонського, який знав про давні сумніви з приводу авторства цього послання. Така практика також підтримувалася у більшості середньовічних рукописів візантійського типу. Проте майже без виключень, рукописи вміщують Послання до Євреїв десь між листами Павла.
Розміщення Послання до Євреїв між посланнями Павла не має чіткої послідовності у манускриптах:
- між Посланням до римлян і Першим посланням до Коринтян (тобто у порядку сортування за обсягом, якщо не розбивати Послання до Коринтян на дві книги): Папірус 46 і мінускульні рукописи 103, 455, 1961, 1964, 1977, 1994
- між Другим посланням до Коринтян і Посланням до Галатів: мінускульні рукописи 1930, 1978 і 2248
- між Посланням до Галатів і Посланням до Ефесян: визначено нумерацією у Ватиканському кодексі
- між Другим посланням до Солунян і Першим посланням до Тимофія (тобто до пасторських послань): Синайський кодекс, Александрійський кодекс, Ватиканський кодекс, Кодекс Єфрема, Коаленівський кодекс[en], Кодекс фріера[en], Вольфенбютельський кодекс A[en], унціальні рукописи 0150, 0151, а також близько 60 мінускульних рукописів (наприклад, 218 і 632)
- після Послання до Филимона: Клермонтський кодекс, Ватиканський кодекс 2061[en], Сенжерменський кодекс[en], Московський кодекс I[en], Королівський кодекс (Новий Заповіт)[en] і більшість мінускульних рукописів
- не включено: Кодекс із Райхенау і Бернерівський кодекс

## Автентичність
У всіх із перелічених послань, окрім Послання до Євреїв, Павло заявляє, що він є їхнім автором і укладачем. Однак спірні листи могли бути підробками, оскільки видається, що така проблема існувала у ранньої церкви. Ось, що з цього приводу писав англійський богослов Джозеф Лайтфут, коментуючи фрагмент з Послання до Галатів:
|  | В цьому місці апостол бере перо у свого секретаря і завершальний абзац написано його власною рукою. З моменту, коли листи почали підробляти його іменем (2 Сол. 2:2, 2 Сол. 3:17), видається, що він почав практикувати закінчувати листа кількома словами, написаними власноруч, як запобігання таким підробкам… В цьому ж випадку він написав цілий абзац, підсумовуючи основні висновки послання лаконічними, енергійними, незв'язаними реченнями. Також він пише його великими, жирними літерами (грец. πηλίκοις γράμμασιν), щоб написане його рукою могло відобразити енергію і рішучість його душі. |

Сім листів (з узгодженими датами) вважаються справжніми практично одноголосно:
- 1-ше послання до Солунян (близько 50 року н. е.)
- Послання до Галатів (близько 53 року)
- 1-ше послання до Коринтян (близько 53-54)
- Послання до Филип'ян (близько 55 року)
- Послання до Филимона (близько 55 року)
- 2-ге послання до Коринтян (близько 55-56)
- Послання до Римлян (близько 57 року)

Тривалий час вважалось, що авторство Павла щодо інших шести листів гарантувати не можна:
- Послання до Колоссян
- 2-ге послання до Солунян
- 1-ше послання Тимофію
- 2-ге послання Тимофію
- Послання до Тита
- Послання до Ефесян

З часом почали з'являтися дослідження, які піддали суттєвій критиці критерії, які традиційно застосовувались для визначення, так званих, девтеропауліністських книг, в першу чергу, формальні мовні й стилістичні ознаки. А починаючи з 1990-х років все більше вчених, в тому числі базуючись на стильометричному аналізі послань, схиляються до версії про належність Павлу всього корпусу з тринадцяти послань (без Послання до Євреїв).
Зрештою, Послання до Євреїв, хоч анонімне і насправді створене не у формі листа, довго включалося до збірки листів Павла. Однак більшість вчених не вважають його написаним апостолом Павлом.

## «Втрачені» послання апостола Павла
Часто вважається, що наявні листи Павла свідчать про декілька його листів, які не збереглися:
- Перше послання до Коринфу (також «Попереднє послання до Коринтян» або «Третє послання до Коринтян»), що згадується у 1 Кор. 5:9
- Третє послання до Коринфу (також «Суворий лист» або «Слізний лист»), що згадується у 2 Кор. 2:4 і 2 Кор. 7:8
- Попереднє послання до Ефесян, що згадується у Еф. 3:3
- Послання до Лаодикійців, що згадується у Кол. 4:16